# Морський гак

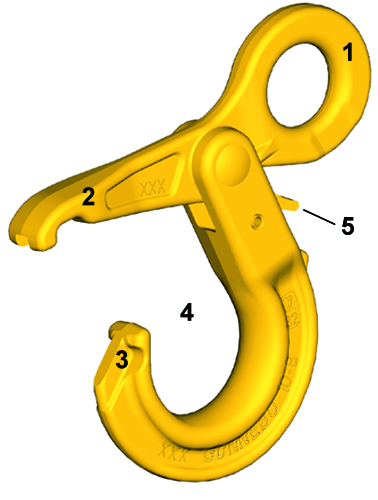
Морський гак з фіксатором: 1 — вухо, 2 — фіксатор, 3 — нісок, 4 — зів, 5 — заскочка фіксатора

Морський гак — спеціальний гак, використовуваний у морській справі.
Гак виконаний з сталі і використовується на кораблях для підйому того чи іншого вантажу кранами, вантажними стрілами та іншими пристроями, призначеними для подібних дій.
У деяких сучасних суднових гаків є перевага над звичайними вантажними гаками — його нісок загнутий (завалений) всередину, і тому при роботі він не зможе зачіпати за виступні частини бортів, трюмів і надбудов суден.

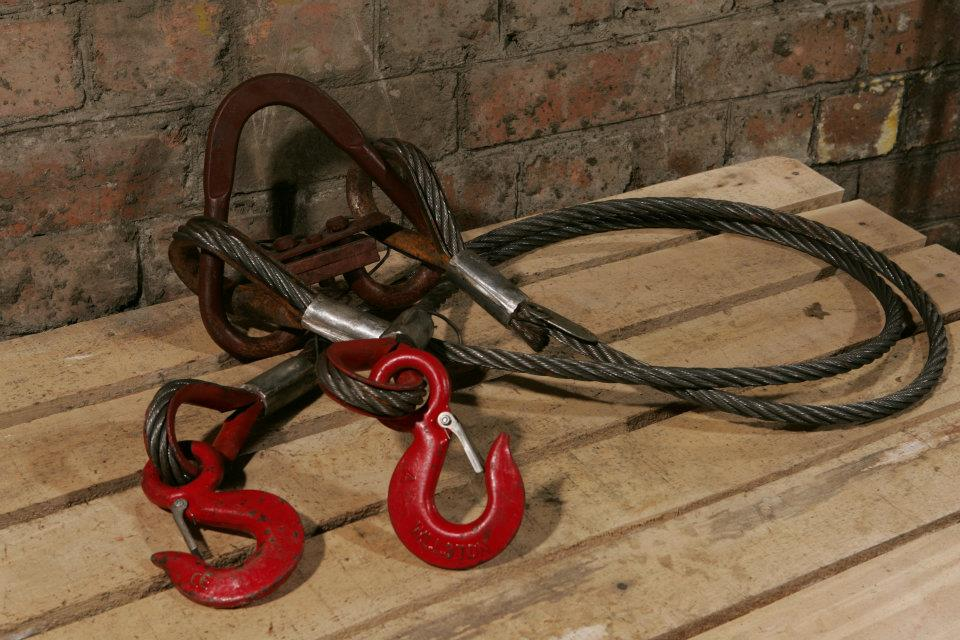
Моряки і портові вантажники називають такий набір «гачки» чи «строп з гачками і трикутником». Окремо сталевий трос з двома огонами (якщо прибрати трикутник і гак) називається «сталевим стропом».

Гак складається з обуха, ніска і спинки.

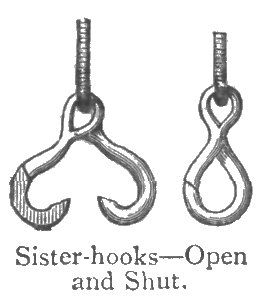
Храпці

Суднові гаки досить різноманітні за видами і призначенням. Найбільш вживаними з них є:
- Простий гак (має пристрій для пристроплювання снасті в площині, перпендикулярній самому гаку).
- Вертлюжний гак (всаджений в оковку блока, завдяки чому може вільно обертатися подібно вертлюгу)
- Повернутий гак (схожий на «простий», але його вухо спрямоване вздовж гака)
- Складаний гак (являє собою з'єднання двох гаків на спільному кільці чи коуші)
- Пентер-дак (великий подвійний гак особливої форми, що закладається за лапу якоря при підйомі його на борт судна з вертикального в горизонтальне положення — «на фіш»)
- Кат-гак (яким закінчується кат (снасть, підтягує якір до судна) і який закладається за рим якоря)
- Крановий гак (складається з двох гаків на спільній спинці, повернутих у різні боки)[3][2].
- Глаголь-гак — призначений для кріплення і швидкої віддачі кріплення (швидкого розкріплення).
- Гачки — коротка назва вантажного пристрою з двох стропів, трикутника чи кільця, двох гаків.
- Храпці — складаний гак, утворений двома гаками з поверненими обухами, рухомо з'єднаними між собою так, що їх спинки повернуті в протилежні сторони; використовується переважно на шлюпковому такелажі.